# Ekonomika Kambodže
Kambodžská ekonomika v současné době funguje na principu volného trhu a v posledním desetiletí zaznamenala rychlý hospodářský pokrok. Kambodža měla v roce 2018 HDP 24,57 miliardy dolarů. Příjem na obyvatele, i když rychle roste, je ve srovnání s většinou sousedních zemí nízký. Kambodžskými dvěma největšími průmyslovými odvětvími jsou textil a cestovní ruch, zatímco zemědělské činnosti zůstávají hlavním zdrojem příjmů pro mnoho Kambodžanů žijících ve venkovských oblastech. Sektor služeb je silně koncentrován na obchodní činnosti a služby spojené s cateringem. Nedávno kambodžská vláda uvedla, že byly nalezeny zásoby ropy a zemního plynu mimo pevninu.
V roce 1995 vláda s HDP 2,92 miliardy dolarů transformovala ekonomický systém země z plánované ekonomiky na současný volný trh. Po těchto změnách byl růst odhadován na 7 % a inflace poklesla z 26 % v roce 1994 na pouhých 6 % v roce 1995. Zvýšil se i dovoz v reakci na pomoc ze zahraničí a zvýšil se také vývoz, zejména oděvního průmyslu. Přes neustálý hospodářský růst v roce 2016 ekonomika posílila pouze o 0,71 % – ve srovnání např. se sousední Indonésií, která rostla o 37,62%.
Po čtyřech letech zlepšování kambodžská ekonomika v letech 1997-1998 zpomalila kvůli regionální hospodářské krizi, občanským nepokojům a politickým rozepřím. Zahraniční investice též poklesly. V roce 1998 byla hlavní sklizeň zasažena suchem a velkými vedry. Rok 1999, první rok relativního míru po třiceti letech, přinesl zavedení nových ekonomických reforem, které obnovily růst ekonomiky na 4 %.
V současné době se kambodžská zahraniční ekonomika zaměřuje na vytváření přátelských hranic se svými sousedy Thajskem a Vietnamem, na integraci do regionálních (ASEAN – Association of Southeast Asian Nations) a globálních (WTO – World Trade Organization) obchodních systémů. Ekonomické a hospodářské reformy narážejí na překážky, jako je potřeba lepšího systému vzdělávání a nedostatek kvalifikované pracovní síly. Obzvlášť to platí o chudobou sužovaném venkovu, která se potýká s nedostatečnou základní infrastrukturou. Kambodža nicméně nadále přitahuje investory kvůli nízkým mzdám, hojné pracovní síle, blízkosti k asijským zdrojům surovin a příznivému daňovému zacházení.

## Historie
Po získání nezávislosti na Francii v roce 1953 prošel kambodžský stát pěti odvětvími politické, sociální a ekonomické transformace:
- Kambodžské království (1953–1970)
- Khmerská republika (1970–1975)

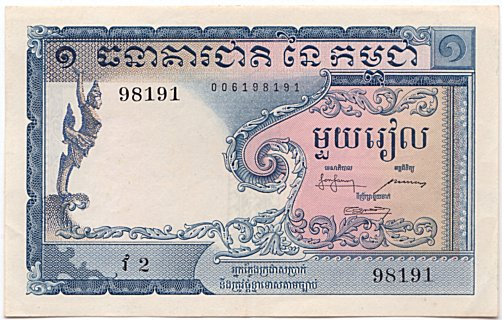
1 Kambodžský riel z doby koloniální nadvlády Francie

- Demokratická Kampučia (1975–1982, vláda vyhnána v roce 1979); exilová koaliční vláda Demokratické Kampučie (1982–1993)
- Kambodžská lidová republika (1979–1989), později přejmenovaná na Kambodžský stát (1989–1992)
- Kambodžské království (1993–dosud)

V roce 1989 provedl Kambodžský stát reformní politiku, která transformovala kambodžský ekonomický systém z plánované ekonomiky na volný trh. V souladu s hospodářskou reformou byla zavedena práva soukromého vlastnictví a privatizovány státní podniky. Kambodža se rovněž zaměřila na integraci do regionálních a mezinárodních hospodářských bloků, jako je ASEAN nebo WTO. Toto zapojení vyvolalo růst ekonomiky a HDP vzrostlo v průměru o 6,1 % před obdobím nepokojů a regionální ekonomické nestability v roce 1997 (asijská finanční krize z roku 1997). Podmínky se však zlepšily a od roku 1999 kambodžská ekonomika nadále roste průměrným tempem přibližně 6–8% ročně.
V roce 2007 vzrostl hrubý domácí produkt Kambodže o odhadovaných 18,6 %. Export oděvů vzrostl o téměř 8 %, zatímco turismus se zvýšil o téměř 35 %. S poklesem vývozu byl růst HDP v roce 2007 ovlivňován do značné míry spotřebou a investicemi. Příliv přímých zahraničních investic (FDI) dosáhl 600 milionů USD (7 procent HDP), což je o něco více, než kolik země obdržela v rámci pomoci od ostatních států. Domácí investice, z velké části ovlivňované soukromým sektorem, představovaly 23,4 procenta HDP. Koncem roku 2007 se růst vývozu, zejména do USA, začal zpomalovat, což doprovázela tvrdší konkurence z Vietnamu a objevující se rizika. Americké společnosti byly pátým největším investorem v Kambodži a v letech 1997–2007 investovaly více než 1,2 miliardy USD.
Kambodža byla poškozená finanční krizí v letech 2007–2008 a její hlavní ekonomický sektor, oděvní průmysl, utrpěl ztrátu 23 % vývozu do Spojených států a Evropy. V důsledku toho bylo propuštěno 60 000 pracovníků. V posledním čtvrtletí roku 2009 a počátkem roku 2010 se však podmínky začaly zlepšovat a kambodžská ekonomika se začala zotavovat. Kambodžský vývoz do USA za prvních 11 měsíců roku 2012 dosáhl 2,49 miliardy USD, což představuje meziroční nárůst o 1 %. Dovoz zboží z USA za toto období vzrostl o 26 procent a dosáhl 213 milionů USD. Dalším faktorem, který podtrhuje potenciál kambodžské ekonomiky, je nedávné snížení míry chudoby na polovinu. Míra chudoby je 20,5 procenta, což znamená, že přibližně 2,8 milionu lidí žije pod hranicí chudoby.

## Ekonomické sektory

### Textilní průmysl

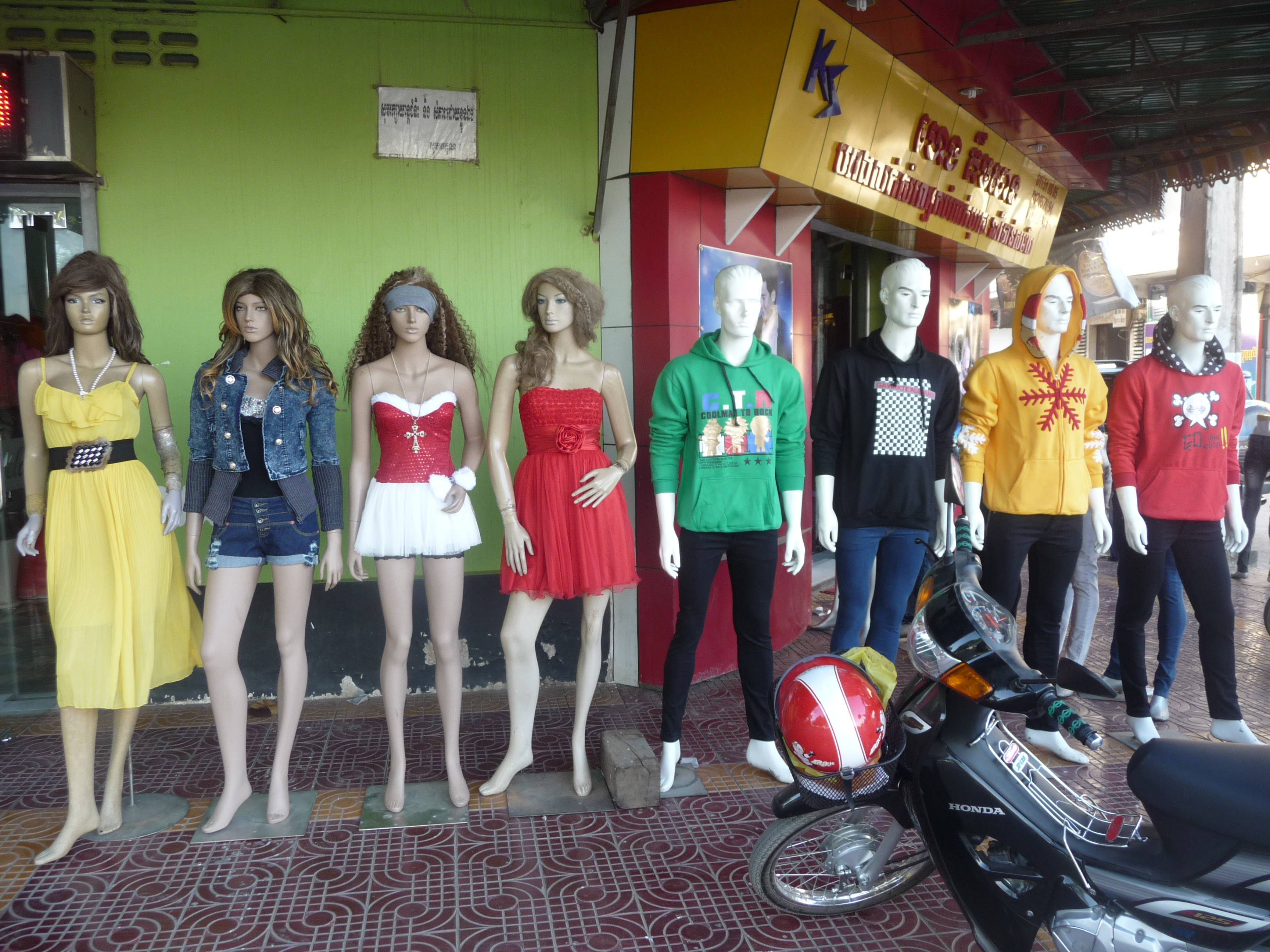
Kambodžský obchod s oděvy

Textilní průmysl Kambodži je největším průmyslem v zemi. Zaměstnává 575 000 lidí, většinově ženy. Export zboží vyprodukovaný textilním průmyslem tvoří 64,83 % veškerého exportu Kambodži s celkovou hodnotou 11,76 miliardy dolaru. Největším trhem pro kambodžský export textilního zboží je Evropská unie s podílem 44,12 %, následují Spojené státy s 26,95 %, Kanada 11 % a Japonsko 9 %. V roce 2018 se v Kambodži nacházelo 625 textilních továren.
Konkurenceschopnost Kambodži na světovém trhu s textiliemi se odvíjí od nízkých mezd zdejších pracovníků. Kambodžská vláda má ale tendence zvyšovat minimální mzdu, což by mohlo zvýšit ceny produkovaného zboží a tím snížit poptávku po zboží z Kambodži. Tento výpadek na trhu by byl následně nahrazen nabídkou levnějšího zboží z jiných, méně rozvinutých, trhů. Minimální mzda v roce 2019 byla 182 dolarů měsíčně.

### Zemědělství
Zemědělství tvoří 22 % HDP Kambodži a zaměstnává 3 miliony lidí. Nejvýznamnější plodinou je rýže, jejíž produkce tvoří polovinu HDP sektoru zemědělství. V roce 2019 bylo v Kambodži vyprodukováno 620 000 tun rýže a Kambodža se tak řadí mezi 10 největších producentů rýže na světě. Další produkty jsou maniok, kukuřice, cukrová třtina, sójové boby a kokosové ořechy.
Podstatnou roli v živočišné výrobě hraje produkce vepřů. Dobytek je používán zejména k obdělávání rýžových polí.
Rybářství je významné zejména pro domácí ekonomiku. Mezi nejčastěji lovené sladkovodní ryby se řadí okoun a kapr. V poslední době je velkým tématem veřejné diskuze úbytek ryb z kambodžských sladkých vod v důsledku nadměrného rybaření.

### Turismus

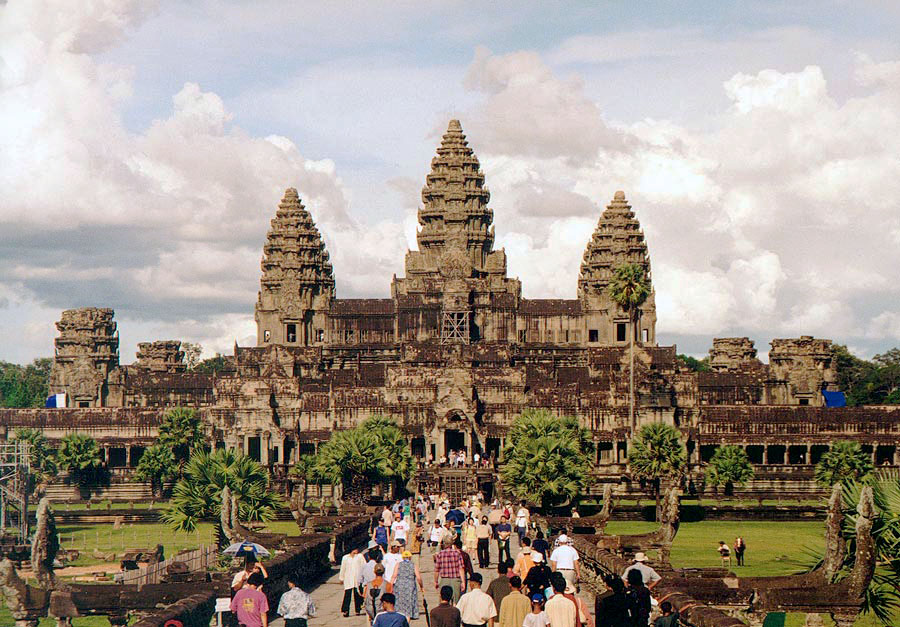
Středověké město Angkor

Od roku 2000 se význam turismu na HDP Kambodži výrazně zvyšuje. Podíl na HDP v roce 2017 byl 16,3 %. Při započtení i ostatních investic spojených s turismem je tento podíl odhadován až na 32,4 % HDP, což je nejvyšší číslo mezi členy Sdružení národů jihovýchodní Asie (ASEAN). Na turismus se přímo váže 13,6 % pracovních míst a zahrneme-li i ostatní odvětví s turismem spojené, tak se toto číslo pohybuje okolo 30,4 %. Mezi hlavní cílové destinace turistů patří hlavní město Phnompenh a středověké město Angkor.

### Přírodní zdroje
Podíl přírodních zdrojů na HDP Kambodži byl v roce 2018 0,8 %. Mezi hlavní přírodní zdroje Kambodži se řadí plyn, ropa, mangan, fosfáty, železná ruda, drahokamy a dřevo. Jejich těžba je ale na velmi malé úrovni a téměř se neprovádí. V Kambodži jsou produkovány stavební materiály jako cement, kamenná drť a písek.

## Kambodžské speciální ekonomické zóny
Kambodžské speciální ekonomické zóny (SEZ) jsou geografické zóny v rámci Kambodžského království, které jsou určeny tamní vládou. V těchto zónách se liší ekonomická práva od ekonomických práv zbytku Kambodže. Obecně jsou speciální ekonomické zóny běžné v různých ekonomikách po celém světě a jsou založeny za účelem uspokojení potřeb konkrétního ekonomického prostředí každé hostitelské země, od podpory zahraničních investic přes vytváření pracovních míst až po efektivní správu nadnárodních podniků.
Kambodžské speciální ekonomické zóny, které byly schváleny v roce 2005 a jsou účinné od roku 2006, poskytují ekonomikám v těchto zónách řadu daňových pobídek, včetně daní z příjmu, cel a výhod DPH, a jsou „navrženy tak, aby poskytovaly komplexní služby pro import a export a mají na místě umístěné speciálně vyškolené vládní úředníky, aby poskytovali administrativní služby.“ Všech 22 Kambodžských SEZ je pod vedením Kambodžského výboru pro speciální ekonomické zóny pod záštitou Rady pro rozvoj Kambodže (Council for the Development of Cambodia – CDC) za „účelem zvýšení konkurenceschopnosti a přilákání investic do Kambodžského království“.

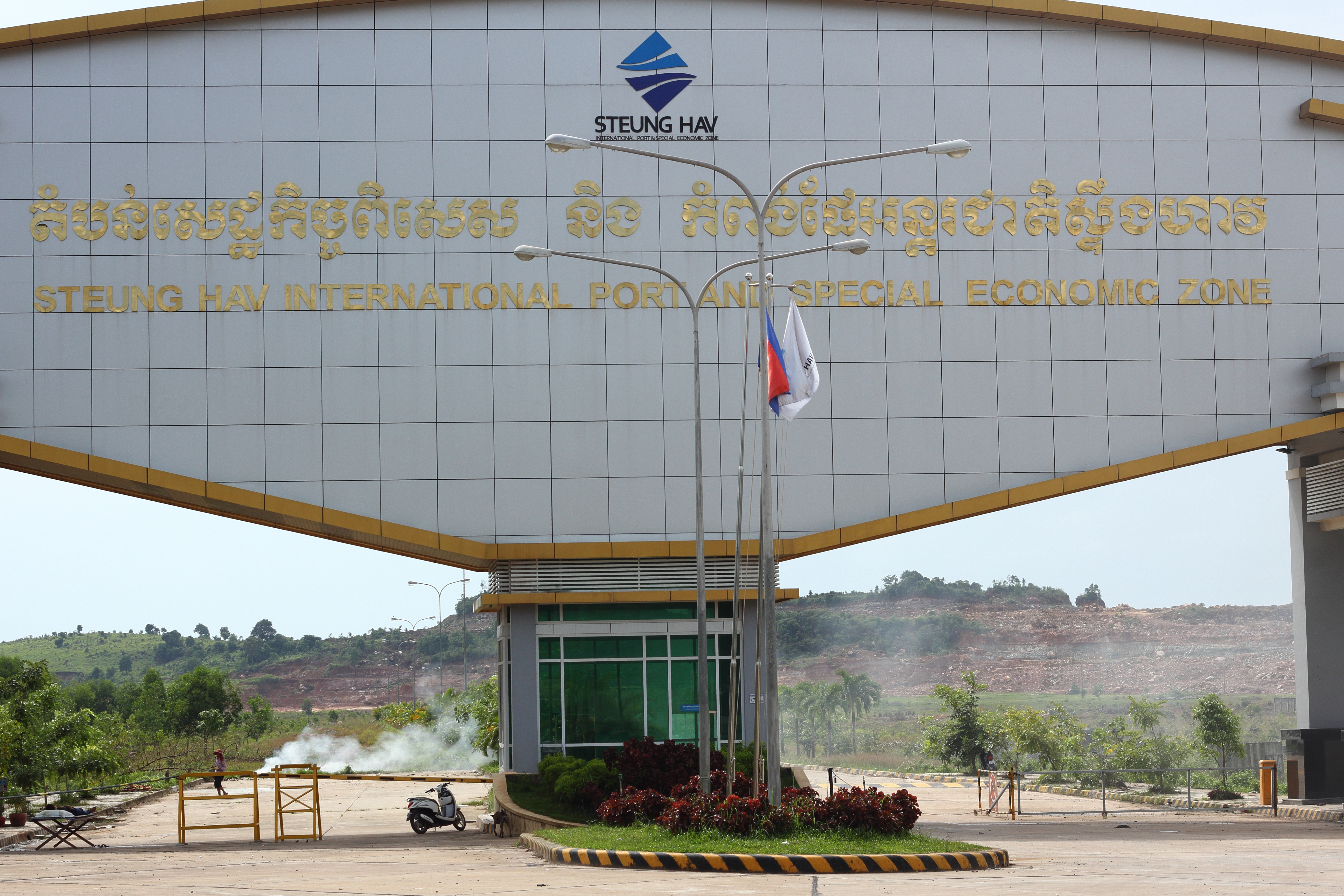
Speciální ekonomická zóna - Steung Hav (Sihanoukville)

- Sihanoukville Special Economic Zone (Sihanoukville)
- S. N. C. (Sihanoukville)
- Sihanoukville SEZ 1 (Sihanoukville)
- Sihanoukville Port (Sihanoukville)
- Steung Hav (Sihanoukville)
- Sihanoukville SEZ 2 (Sihanoukville)
- N. L. C. (Svay Rieng)
- Tai Seng Bavet (Svay Rieng)
- D&M Bavet (Svay Rieng)
- Manhattan Svay Rieng (Svay Rieng)
- Pacific SEZ (Svay Rieng)
- Neang Kok Koh Kong (Koh Kong)
- Suoy Chheng (Koh Kong)
- Oknha Mong (Koh Kong)
- Kiri Sakor Koh Kong (Koh Kong)
- Goldfame Pak Shun (Kandal)
- Suvannaphum Investment (Kandal)
- Doung Chhiv Phnom Den (Takeo)
- Kampot SEZ (Kampot)
- Thary Kampong Cham (Kampong Cham)
- Poipet O’Neang (Banteay Meanchey)
- Phnom Penh SEZ (Phnom Penh)